# Улица Матроса Железняка (Санкт-Петербург)
Улица Матро́са Железняка́ — улица в Санкт-Петербурге, проходящая от Карельского переулка до Ланской улицы.

## История
С начала XX века на картах города появилось Министерское шоссе, которое тянулось от Фермского шоссе (в районе современного пересечения Омской улицы и улицы Матроса Железняка) вдоль юго-восточной границы Удельного парка до Ланской улицы. В 1936 году шоссе было переименовано в Комендантское.
В 1964 году, в период массовой застройки микрорайона, магистраль была продолжена в сторону Чёрной речки до Коломяжского проспекта и получила своё современное название — в честь участника Гражданской войны А. Г. Железнякова («матроса Железняка»), разогнавшего Учредительное Собрание.
С западной стороны к улице примыкает ветка железной дороги Сестрорецкого направления. В начале улицы находится железнодорожная станция Новая Деревня. В 2011—2012 годах в связи со строительством Коломяжского путепровода улица, являясь частью развязки путепровода, была расширена и продлена до Карельского переулка.

## Пересечения
- Карельский переулок
- Коломяжский проспект
- Новосибирская улица
- Омская улица
- Ланская улица